# 金鮨
金鮨，為輻鰭魚綱鱸形目鱸亞目鮨科的其中一種，分布於西大西洋區，從美國佛羅里達州南部至巴西海域，棲息深度4-70公尺，體長可達22公分，生活在珊瑚礁區、岩礁區，為底棲性魚類，屬肉食性，生活習性不明，可作為觀賞魚。

## 擴展閱讀
- 金鮨的图片 （页面存档备份，存于）